# Francis Bebey
Francis Bebey   (Douala, 15 de juliol de 1929 - 13è districte de París, 28 de maig de 2001) va ser un musicòleg, escriptor, compositor i locutor camerunès.

## Trajectòria
Bebey va assistir a la universitat a Douala, on va estudiar matemàtiques, abans d'estudiar radiodifusió a la Universitat de París. Es va traslladar als Estats Units d'Amèrica i va continuar estudiant radiodifusió a la Universitat de Nova York. El 1957 es va traslladar a Ghana per invitació de Kwame Nkrumah, i va agafar una feina com a locutor.
A principis dels anys 1960, Bebey es va traslladar a França i va treballar com a músic, escultor i escriptor. També va ser el primer músic africà que va utilitzar teclats electrònics i bateries programades, que va posar al costat dels instruments africans tradicionals. La seva novel·la més popular va ser Le Fils d'Agatha Moudio. Mentre treballava a la UNESCO entre 1961 i 1974, va poder esdevenir el cap del departament de música de París. Aquesta feina li va permetre investigar i documentar la música tradicional africana.
Bebey va publicar el seu primer àlbum el 1969 i va publicar més de 20 àlbums amb el segell discogràfic Ozileka entre 1975 i 1997. La seva música es basava principalment en la guitarra, però també va integrar instruments i sintetitzadors africans tradicionals. En aquell moment va crear controvèrsia a causa de la seva barreja de tradicions africanes i occidentals. El seu estil va fusionar la makossa camerunesa amb la guitarra clàssica, el jazz, el pop i l'electrònica, i va ser considerat pels crítics com a «innovador, intel·lectual, humorístic i profundament sensual». Va cantar en duala, anglès i francès.
Bebey va ajudar a llançar la carrera de Manu Dibango. Va publicar més de vint àlbums al llarg de la seva carrera, i també va ser conegut per la seva poesia, en especial per «Black tears» (1963), un poema dedicat a la Marxa de Washington pel treball i la llibertat.
Bebey va tenir un paper important en la popularització de l'n'dehou, una flauta de bambú d'una nota creada pels pigmeus d'Àfrica central. Va dur a terme treballs de camp entre tribus pigmees, centrant-se especialment en les seves tradicions musicals.

### Carrera literària
Bebey va escriure novel·les, poesia, obres de teatre, contes i obres de no-ficció. Va començar la seva carrera literària com a periodista als anys 1950 i va treballar com a periodista a Ghana i altres països africans per a l'emissora de ràdio francesa, Société de radiodiffusion de la France d'outre-mer (SORAFOM).
La primera novel·la de Bebey, Le Fils d'Agatha Moudio, es va publicar el 1967 i va rebre el Gran Premi Literari de l'Àfrica Negra el 1968 i segueix essent la seva obra més coneguda. La seva novel·la, L'Enfant pluie, publicada el 1994, va ser guardonada amb el Premi Saint Exupéry. A més d'explorar experiències infantils i adultes en les seves obres, Bebey també va escriure contes extrets de la tradició oral africana.
La peça «Hello Francis» de John Williams està escrita com un homenatge a Bebey: «la cançó es basa en el makossa, un ritme de dansa popular del Camerun utilitzat sovint per Bebey, i inclou una cita de la seva obra «The Magic Box» i un tros amagat de Johann Sebastina Bach». La cançó d'Arcade Fire «Everything now» inclou una part de flauta de «The Coffee Cola Song» de Francis Bebey. La part de flauta va ser interpretada per Patrick Bebey, fill de Francis Bebey.

## Discografia

### Àlbums
- Concert Pour Un Vieux Masque, LP, Philips, 1968
- Savannah Georgia, LP, Fiesta Records, 1975
- Guitare D'Une Autre Rime, LP, Ozileka, 1975
- La Condition Masculine, LP, Ozileka, 1976
- Fleur Tropicale, LP, Ozileka, 1976
- Je Vous Aime Zaime Zaime, LP, Ozileka, 1977
- Ballades Africaines, LP, Ozileka, 1978
- Priere Aux Masques. LP, Ozileka, 1979
- Un Petit Ivoirien, LP, Ozileka, 1979
- Afrikanischer Frühling, LP, Marifon, 1980
- Haïti - Guitar Music Trio, LP, Ozileka, 1981
- Bia So Nika, LP, Ozileka, 1981
- Africa Sanza, Ozileka, 1982
- New Track, Ozileka, 1982
- Pygmy Love Song, LP, Editions Makossa, 1982
- Super Bebey - Vingt Plages Ensoleillées, 2xLP, Ozileka, 1983
- Sanza Nocturne, Ozileka, 1984
- Akwaaba: Music For Sanza, Original Music, 1984
- Le Solo De Bruxelles, LP, Ozileka, 1985
- Heavy Ghetto, Anti Apartheid Makossa, LP, Ozileka, 1985
- Si Les Gaulois Avaient Su!, LP, Blue Silver, 1986
- Baobab, LP, Volume, 1988
- African Woman, LP, Volume, 1988
- World Music Guitar, CD, Ozileka, 1992
- Sourire De Lune, CD, Ozileka, 1996

### Recopilatoris
- Rire Africain, Ozileka, 1981
- Nadolo / With Love - Francis Bebey Works: 1963-1994, CD, Original Music, 1995
- African Electronic Music 1975-1982, LP/CD, Born Bad Records, 2011[19]
- Psychedelic Sanza 1982-1984, LP/CD, Born Bad Records, 2014
- La Condition Masculine, CD, Sonodisc

## Obra publicada
- La Radiodiffusion en Afrique noire, 1963
- Le Fils d'Agatha Moudio, 1967
- Embarras de Cie: nouvelles et poèmes, 1968
- Trois petits cireurs, 1972
- La Poupée Ashanti, 1973
- Le Roi Albert d'Effidi, 1976
- Musique de l'Afrique, 1969
- Le Ministre et le griot, 1992
- L'Enfant pluie, 1994